# Stefanie Köhle
 (août 2015).
Si vous disposez d'ouvrages ou d'articles de référence ou si vous connaissez des sites web de qualité traitant du thème abordé ici, merci de compléter l'article en donnant les références utiles à sa vérifiabilité et en les liant à la section « Notes et références ».
Stefanie Köhle, née le 6 juin 1986 à Zams, est une skieuse alpine autrichienne, spécialiste du slalom géant et du super G. Köhle n'a jamais pris part aux jeux Olympiques ni aux championnats du monde en raison d'une forte concurrence au sein de l'équipe d'Autriche. Elle a fait ses débuts en coupe du monde en octobre 2007 à l'occasion d'un slalom géant organisé à Sölden, et a marqué ses premiers points par la même occasion. Elle monte pour la première fois sur un podium lors du slalom géant de Sölden le 27 octobre 2012 derrière la Slovène Tina Maze et sa compatriote Kathrin Zettel.

## Palmarès

### Coupe du monde
- Meilleur classement général final : 35e en 2012.
- 1 podium.

 Dernière mise à jour le 27 octobre 2012 

#### Différents classement en coupe du monde
| Année/Classement | Année/Classement | Général | Général | Descente | Descente | Slalom | Slalom | Géant  | Géant  | Super G | Super G | Combiné | Combiné |
| ---------------- | ---------------- | ------- | ------- | -------- | -------- | ------ | ------ | ------ | ------ | ------- | ------- | ------- | ------- |
| Année/Classement | Année/Classement | Class.  | Points  | Class.   | Points   | Class. | Points | Class. | Points | Class.  | Points  | Class.  | Points  |
| 2008             | 2008             | 116e    | 7       | -        | -        | -      | -      | 47e    | 7      | -       | -       | -       | -       |
| 2009             | 2009             | 45e     | 157     | 42e      | 7        | -      | -      | 21e    | 85     | 32e     | 32      | 18e     | 33      |
| 2010             | 2010             | 69e     | 76      | -        | -        | -      | -      | 22e    | 60     | 39e     | 16      | 45e     | 0       |
| 2011             | 2011             | 74e     | 60      | -        | -        | -      | -      | 23e    | 57     | -       | -       | 42e     | 3       |
| 2012             | 2012             | 35e     | 219     | -        | -        | -      | -      | 11e    | 181    | 31e     | 38      | -       | -       |